# Anisopappus athanasioides
Anisopappus athanasioides là một loài thực vật có hoa trong họ Cúc. Loài này được Paiva & S.Ortiz mô tả khoa học đầu tiên năm 1995.